# Karol Ceptowski

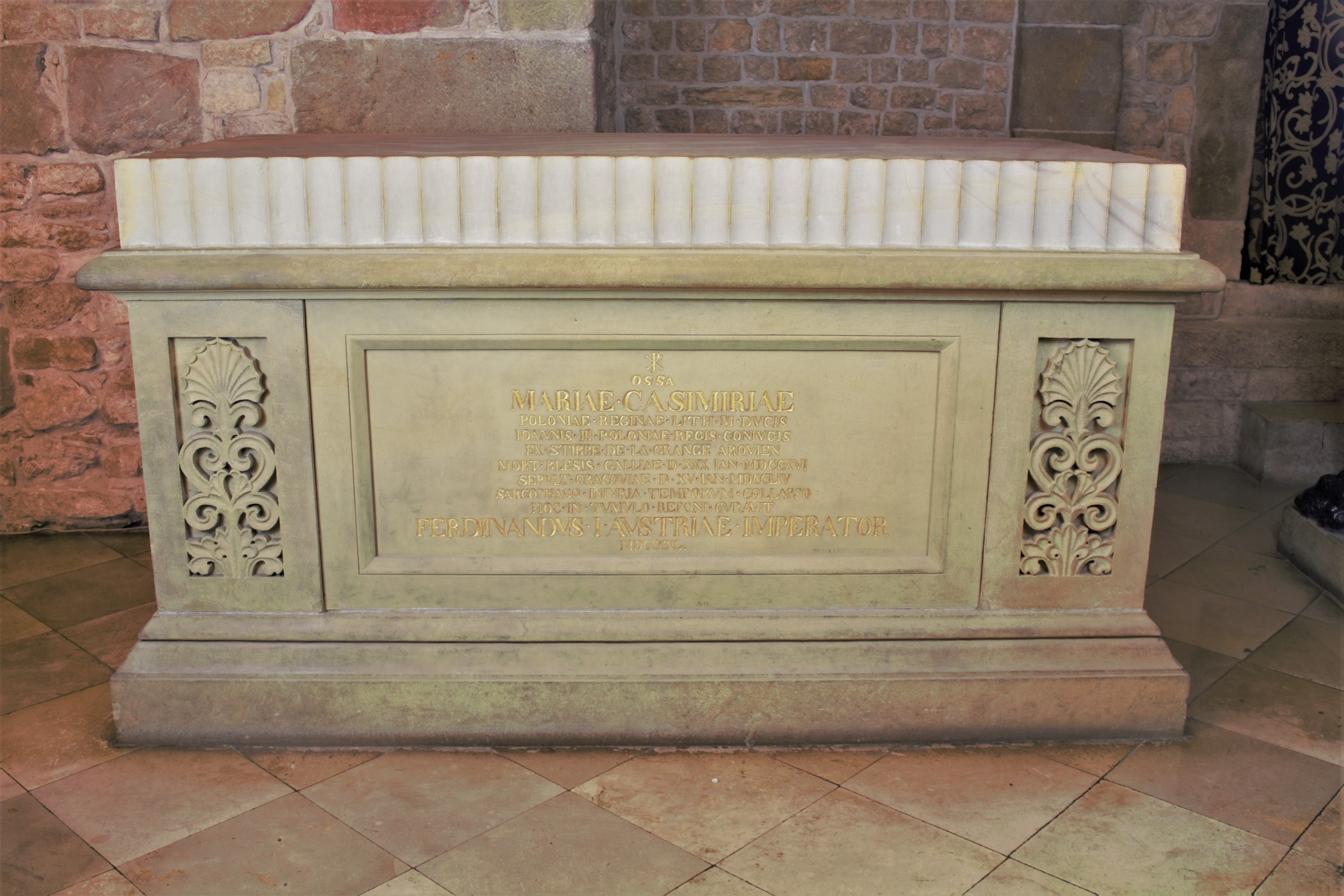
Sarkofag Marii Kazimiery Sobieskiej w katedrze wawelskiej

Karol Ceptowski (ur. 1801 w Poznaniu, zm. 1847 w Krakowie) – polski rzeźbiarz i sztukator okresu romantyzmu, przedstawiciel rzeźby dekoracyjnej.

## Życiorys
Był synem sztukatora niemieckiego Michała Ceptowskiego, który przybył do Poznania prawdopodobnie z Bambergu. Kształcił się w Warszawie i Wrocławiu. W październiku 1828 r. zgłosił się do Akademii Sztuk Pięknych w Monachium (immatrykulacja: IX 1829 r.). Kilka lat spędził w Rzymie w pracowni Bertela Thorvaldsena. Później kształcił się i pracował w Stuttgarcie u Johanna Heinricha Danneckera (1758-1841) i w Paryżu pod kierunkiem Jean-Jacques’a Pradiera. Od 1837 mieszkał w Poznaniu biorąc udział w wystawach i realizując zamówienia na rzeźbę dekoracyjną. W 1839 przeniósł się do Krakowa, gdzie wykładał rzeźbę w Szkole Rysunku i Malarstwa.
Sztukatorami bądź rzeźbiarzami byli również jego bracia: Jan Adam (1798-1834), Konstanty (1825-1900) i Maksymilian (ur. 1806) oraz brat przyrodni Józef (1826-1907).
Jego uczniami byli m.in. Faustyn Juliusz Cengler i Leon Szubert.

## Twórczość
Tworzył głównie neoklasyczne rzeźby figuralne oraz dekoracje architektoniczne m.in. w Poczdamie, Brunszwiku i Kórniku. Jest autorem sarkofagu Marii Kazimiery w krypcie katedry wawelskiej, posągów uczonych w Collegium Maius Uniwersytetu Jagiellońskiego oraz alegorycznej rzeźby „Polska w objęciach Francji”.